# Ollie Langridge
Ollie Langridge (3 de mayo de 1964) es un activista en Nueva Zelanda contra el cambio climático y la crisis ambiental.
Langridge es un trabajador autónomo que vive en el suburbio de Wellington, en Thorndon. Tiene seis hijos.
Langridge dice que no tiene afiliación política ni vínculos con los grupos de defensa del cambio climático, al describirse a sí mismo como "un hombre preocupado por el futuro que va a dejar para sus hijos". Langridge dijo que "no abandonaría el Parlamento hasta que el gobierno declarara una emergencia por el cambio climático y que estaría fuera todo el día, todos los días hasta que eso sucediera". Desde el 28 de julio, Langridge estableció un récord como la protesta fuera del parlamento más larga de la historia de Nueva Zelanda.  La protesta de Langridge llamó la atención internacional. La activista sueca Grieta Thunberg compartió sus actualizaciones en línea y miles siguieron su huelga en las redes sociales.
Cuando comenzó, Langridge casi siempre estaba sólo. Dos meses después (a finales de julio), a veces había 30 personas que lo apoyaban en el almuerzo. Dijo que hasta entonces los parlamentarios verdes James Shaw, Chlöe Swarbrick y Gareth Hughes lo visitaron para hablar, así como la parlamentaria laborista Deborah Russell. "Pero aún nadie de National".
Después de protestar fuera del Parlamento todos los días durante 100 días, Langridge redujo su presencia a sólo los viernes, diciendo que quería pasar más tiempo con su mujer y sus hijos.